# San Rafael (Kalifornia)
San Rafael – miasto w Stanach Zjednoczonych, w stanie Kalifornia, w hrabstwie Marin.